# ملاکای امپراتوری پرتغال
ملاکای امپراتوری پرتغال (به لاتین: Portuguese Malacca) یک منطقهٔ مسکونی در مالزی است که در آسیای جنوب شرقی واقع شده‌است.